# Астрономические инструменты

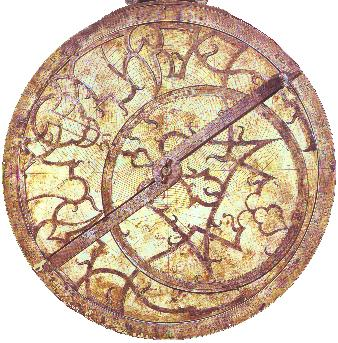
Астролябия

Астрономические инструменты — инструменты, которые применяются при астрономических наблюдениях. Первыми такими инструментами были гномоны, затем появились астролябии, квадранты, секстанты. В XVII веке появились первые оптические телескопы, в XX веке — радиотелескопы, рентгеновские, нейтринные и гравитационные телескопы.
Астрономические инструменты и приборы подразделяют на:
- наблюдательные инструменты (телескопы);
- светоприёмную и анализирующую аппаратуру;
- вспомогательные приборы для наблюдений;
- приборы времени;
- лабораторные приборы;
- вспомогательные счётно-решающие машины;
- демонстрационные приборы.

Для определений координат небесных объектов и ведения службы времени используют меридианные круги, пассажные инструменты, вертикальные круги, зенит-телескопы, призменные астролябии и другие инструменты. 
В астрогеодезических экспедициях применяют переносные инструменты типа пассажного инструмента, зенит-телескопы, теодолиты.
Оптические телескопы служат для собирания света исследуемых небесных светил и построения их изображения.
Крупные солнечные телескопы, обычно устанавливаемые неподвижно; свет направляется в них одним (сидеростат, гелиостат) или двумя (целостат) подвижными плоскими зеркалами.
Для наблюдений солнечной короны, хромосферы, фотосферы применяют внезатменный коронограф, хромосферные телескопы и фотосферные телескопы.
Быстро движущиеся но небу искусственные спутники Земли фотографируют с помощью фотокамер, позволяющих с высокой точностью регистрировать[уточнить] моменты открывания и закрывания затвора.
В древности основным прибором времени служили солнечные часы, гномоны, а затем — стенные квадранты, с помощью которых определяли моменты пересечения Солнцем или звездой плоскости меридиана.

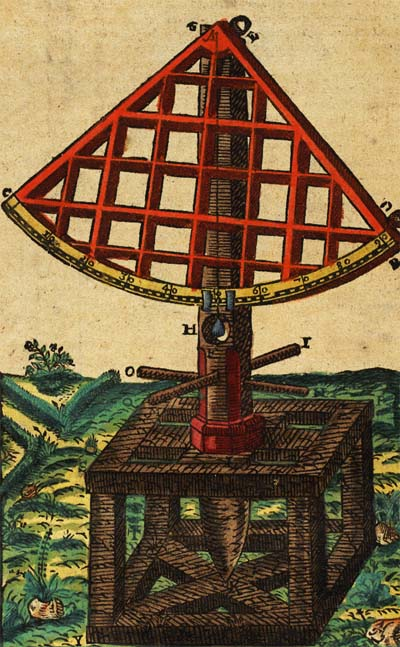
Квадрант

В современной астрономии для этой цели применяют пассажные инструменты с фотоэлектрической регистрацией. Наиболее точным маятниковым прибором для хранения времени являются часы Шорта, часы Федченко. Однако в настоящее время их вытесняют кварцевые и атомные часы.
Для обработки фотоснимков, получаемых в результате наблюдений, применяют лабораторные приборы: координатно-измерительные машины (для измерения положения изображений небесных светил на фотоснимке), блинк-компараторы (для сравнения между собой двух фотоснимков одного и того же участка неба, полученных в разное время), компараторы (для измерений длин волн спектральных линий на спектрограммах), микрофотометры (для измерений распределения интенсивности в спектре на спектрограмме), звёздные микрофотометры (для определений яркости звёзд по фотографиям). Для вычислений, связанных с обработкой результатов наблюдений, применяют счётно-решающие машины.
К демонстрационным приборам относятся теллурии — модели движения небесных тел, и планетарии, позволяющие на внутренней поверхности сферического купола наглядно показывать астрономические явления.
| Название                                                                               |
| -------------------------------------------------------------------------------------- |
| Армиллярная сфера                                                                      |
| Астереометр                                                                            |
| Астролябия                                                                             |
| Астрограф                                                                              |
| Бинокль                                                                                |
| Атлас звёздного неба                                                                   |
| Ауксометр                                                                              |
| Блинк-компаратор                                                                       |
| Вертикальный круг                                                                      |
| Гамма-телескоп                                                                         |
| Гелиометр                                                                              |
| Гномон                                                                                 |
| Детектор гравитационных волн                                                           |
| Звёздный микрофотометр                                                                 |
| Зенит-телескоп                                                                         |
| Инфракрасный телескоп                                                                  |
| Квадрант                                                                               |
| Коронаграф                                                                             |
| Меридианный круг                                                                       |
| Небесный глобус                                                                        |
| Нейтринный телескоп                                                                    |
| Нейтронный детектор                                                                    |
| Пассажный инструмент                                                                   |
| Посох Якова                                                                            |
| Радиотелескоп                                                                          |
| Рентгеновский телескоп                                                                 |
| Секстант                                                                               |
| Солнечный телескоп                                                                     |
| Спектрограф                                                                            |
| Спектрометр                                                                            |
| Субмилиметровый телескоп                                                               |
| Телескоп - Рефлектор (зеркальный) - Рефрактор (линзовый) - Зеркально-линзовый телескоп |
| Теодолит                                                                               |
| Трикветрум                                                                             |
| Ультрафиолетовый телескоп                                                              |
| Хронометр                                                                              |

## Галерея

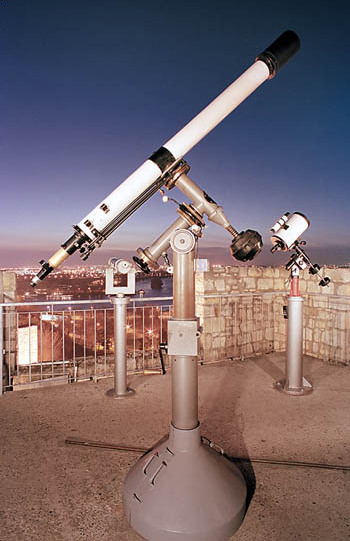
Телескопы
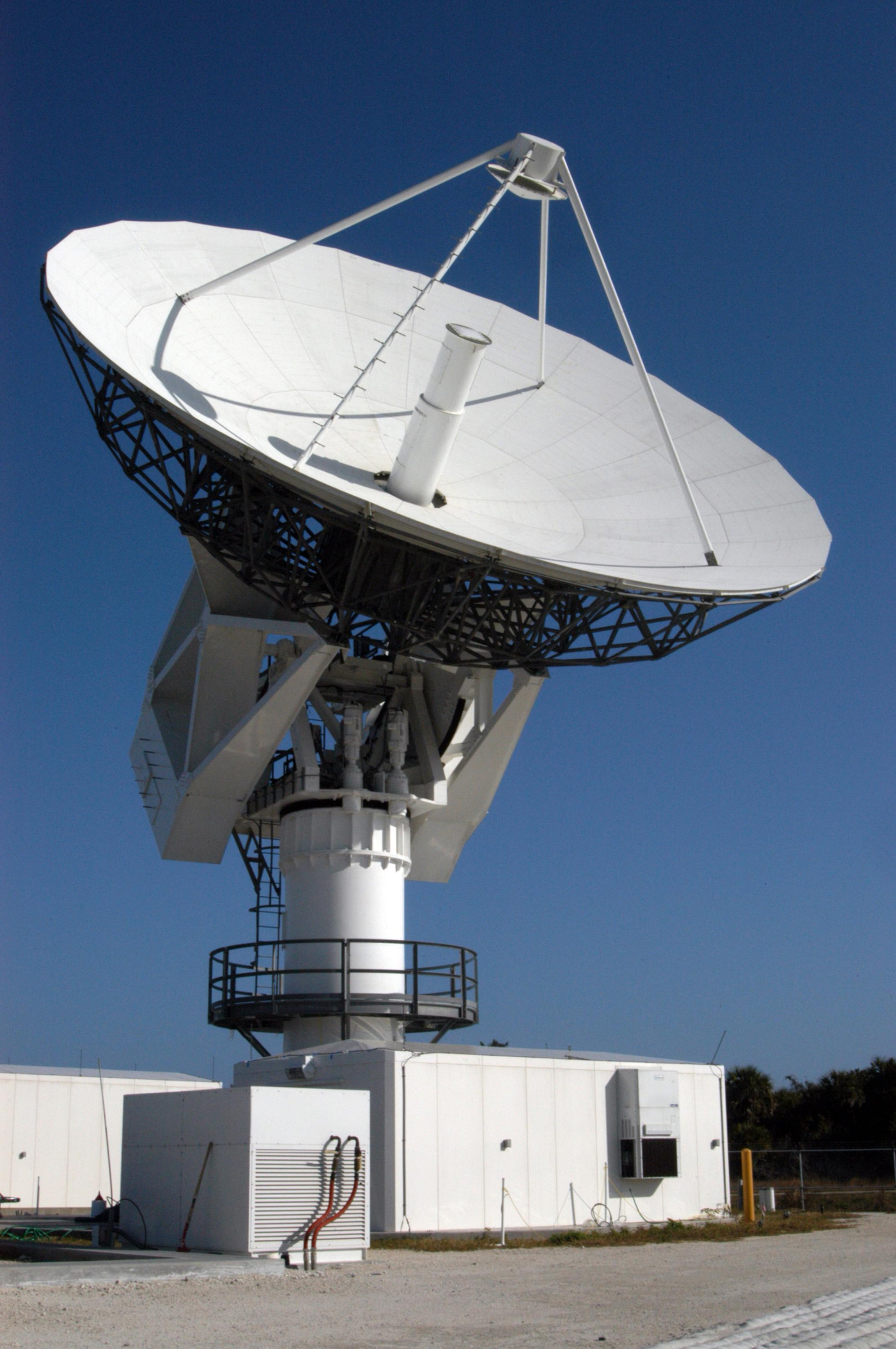
Радиотелескоп
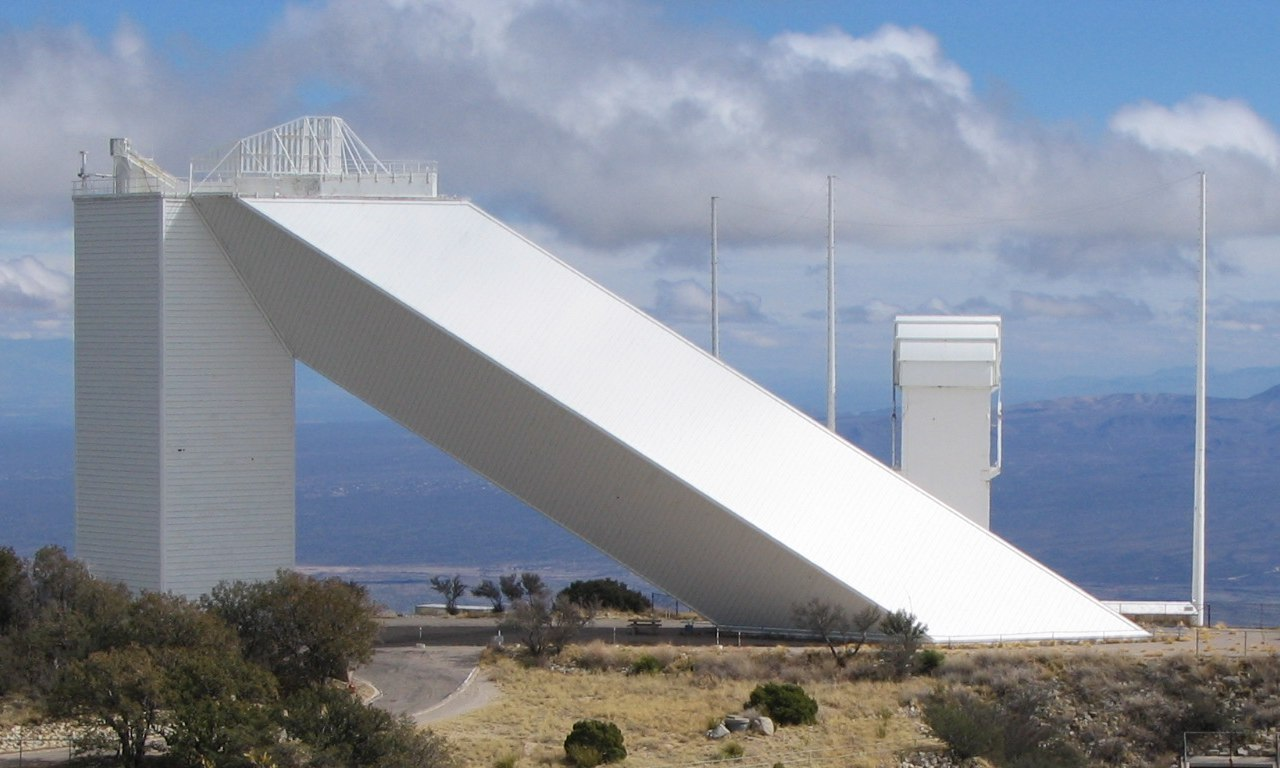
Солнечный телескоп